# Salamanca Rock
Salamanca Rock es un festival que se realiza en la provincia de Santiago del Estero desde el año 2010, es organizado por la municipalidad de La Banda.
Los principales géneros musicales del festival son principalmente rock, reggae, pop y, en menor medida, folklore, género tradicional en esa provincia.
En sus dos primeras ediciones el festival se realizó en el mes de julio, sin embargo, desde la edición 2012 se realiza en el mes de septiembre. Este festival es una respuesta al festival de folklore (Festival Nacional de la Salamanca Folclore) que se realiza desde el año 1992 en el mismo predio del Club Sarmiento de La Banda en el mes de febrero.

## Artistas que tocaron en Salamanca Rock
Números principales del festival:

### Año 2010
- Las Pelotas
- Divididos
- Los Cafres
- Las Pastillas del Abuelo
- Catupecu Machu
- Patones Punk Rock
- Daibanshee

### Año 2011
- Gustavo Cordera
- Los Auténticos Decadentes
- El Cuarteto de Nos
- Ciro y los Persas
- Peteco Carabajal
- Las Pelotas
- Babasónicos
- Los Cafres
- Raly Barrionuevo

### Año 2012
- Los Pericos
- Estelares
- Babasonicos
- Las Pastillas del Abuelo
- Ruta 13 (Sumampa, Santiago del Estero)
- Ellipsys

### Año 2013
- Bersuit
- Tan Bionica
- Compresión

## Año 2015
- Almafuerte
- Carajo
- Guasones
- La 40 Rock Band